# Attila József
Attila József (11. dubna 1905 Budapešť – 3. prosince 1937 Balatonszárszó) byl maďarský básník, který je považován za největšího maďarského básníka 20. století.

## Dílo
- A Szépség koldusa, 1922
- Nem én kiáltok, 1925
- Nincsen Apám se Anyám, 1929
- Döntsd a tőkét, ne siránkozz, 1931
- Külvárosi éj, 1932
- Medvetánc, 1934
- Nagyon fáj, 1936

## Fotogalerie

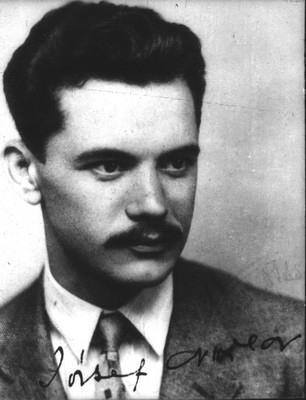
Attila József (cca 1933)
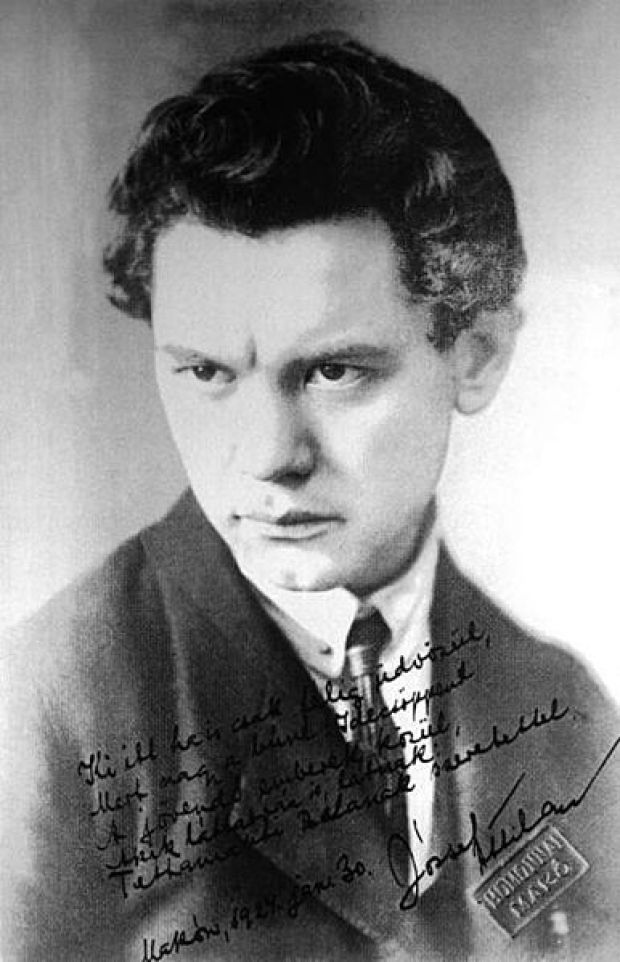
Attila József (1927)

## Posmrtné uznání
V Trhové Hradské je po něm pojmenována škola.
Jeho památku trvale v Budapešti připomíná básníkova sedící socha umístěná na schodech u maďarského Parlamentu, jak se dívá na řeku Dunaj. Socha je v nadživotní velikosti. Velmi působivá, osobní.